# Liste de peintures de James Abbott McNeill Whistler
Cette page présente une liste de peintures de James Abbott McNeill Whistler (1834-1903).

## Les débuts
| Image | Thème          | Titre                                                                          | Date      | Technique         | Dimensions | Lieu de Conservation             | Référence                     |
| ----- | -------------- | ------------------------------------------------------------------------------ | --------- | ----------------- | ---------- | -------------------------------- | ----------------------------- |
|       | Portrait       | The Artist's Niece                                                             | 1849      | huile sur papier  | 8 × 7 cm   | Freer Gallery of Art, Washington | Muséeconsulté le 12 juin 2024 |
|       | Portrait       | Sam Weller's Landlord in the Fleet (Le ropriétaire de la flotte de Sam Weller) | 1853-1855 | aquarelle         | 10 × 15 cm | Freer Gallery of Art, Washington | Muséeconsulté le 4 juin 2024  |
|       | Portrait       | Head of a Peasant Woman                                                        | 1855-1858 | huile sur panneau | 26 × 18 cm | Glasgow, Hunterian Art Gallery   | Muséeconsulté le 12 juin 2024 |
|       | Portrait       | Portrait of Major Whistler                                                     | 1857-1859 | huile sur panneau | 31 × 25 cm | Freer Gallery of Art, Washington | Muséeconsulté le 4 juin 2024  |
|       | Portrait       | Self portrait with a hat (Autoportrait au chapeau)                             | 1857-1859 | huile sur toile   | 46 × 38 cm | Freer Gallery of Art, Washington | Muséeconsulté le 4 juin 2024  |
|       | Scène de genre | At the Piano                                                                   | 1858-1859 | huile sur toile   | 68 × 93 cm | Cincinnati, Taft Museum of Art   | Muséeconsulté le 19 juin 2024 |
|       | Portrait       | L'Homme à la pipe                                                              | vers 1859 | huile sur toile   | 41 × 33 cm | Paris, Musée d'Orsay             | Muséeconsulté le 8 juin 2024  |

## Arrivée à Londres
| Image | Thème          | Titre                                                                                        | Date                   | Technique                             | Dimensions   | Lieu de Conservation                                       | Référence                      |
| ----- | -------------- | -------------------------------------------------------------------------------------------- | ---------------------- | ------------------------------------- | ------------ | ---------------------------------------------------------- | ------------------------------ |
|       | Paysage        | Brown and Silver: Old Battersea Bridge (Le Vieux Pont de Battersea)                          | 1859-1863              | huile sur toile marouflée sur panneau | 64 × 76 cm   | Andover, Phillips Academy, Addison Gallery of Acedamic Art | Muséeconsulté le 12 juin 2024  |
|       | Paysage        | The Thames in Ice (La Tamise dans la glace)                                                  | 1860                   | huile sur toile                       | 75 × 55 cm   | Freer Gallery of Art, Washington                           | Muséeconsulté le 4 juin 2024   |
|       | Portrait       | Harmony in White and Blue                                                                    | vers 1860              | huile sur toile                       | 209 × 87 cm  | Leeds Art Gallery                                          | ArtUKconsulté le 12 juin 2024  |
|       | Scène de genre | Wapping                                                                                      | 1860-1864              | huile sur toile                       | 72 × 102 cm  | Freer Gallery of Art, Washington                           | Muséeconsulté le 8 juin 2024   |
|       | Scène de genre | The Coast of Brittany (Alone with the tide) (La Côte bretonne, seule avec la marée)          | 1861                   | huile sur toile                       | 87 × 116 cm  | Hartford, Wadsworth Atheneum                               | Muséeconsulté le 2 juin 2024   |
|       | Portrait       | Symphony in White, No. 1: The White Girl (Symphonie en blanc n° 1 : La Jeune Fille en blanc) | 1862                   | huile sur toile                       | 213 × 108 cm | Washington, National Gallery of Art                        | Muséeconsulté le 1er juin 2024 |
|       | Paysage        | The Blue Wave (La Vague bleue), Biarritz                                                     | 1862                   | huile sur toile                       | 65 × 89 cm   | Hill-Stead Museum, Farmington                              | Muséeconsulté le 19 juin 2024  |
|       | Paysage        | Grey and Silver: Old Battersea Reach (Gris et Argent : Entrée de Battersea)                  | 1863                   | huile sur toile                       | 51 × 69 cm   | Art Institute of Chicago                                   | Muséeconsulté le 1er juin 2024 |
|       | Paysage        | Grey and Silver: Chelsea Wharf (Jetée de Chelsea)                                            | 1864-1868              | huile sur toile                       | 61 × 76 cm   | Washington, National Gallery of Art                        | Muséeconsulté le 8 juin 2024   |
|       | Paysage        | Battersea Reach                                                                              | 1863                   | huile sur toile                       | 51 × 76 cm   | Washington, National Gallery of Art                        | Muséeconsulté le 8 juin 2024   |
|       | Portrait       | The Princess from the Land of Porcelain (La Princesse du pays de la porcelaine)              | 1863-1864              | huile sur toile                       | 201 × 116 cm | Freer Gallery of Art, Washington                           | Muséeconsulté le 4 juin 2024   |
|       | Portrait       | Purple and Rose (Violet et Rose): The "Lange Leizen" of the Six Marks                        | 1864                   | huile sur toile                       | 93 × 61 cm   | Philadelphia Museum of Art                                 | Muséeconsulté le 3 juin 2024   |
|       | Portrait       | Symphony in White, No. 2: The Little White Girl                                              | 1864                   | huile sur toile                       | 76 × 51 cm   | Londres, Tate                                              | Muséeconsulté le 12 juin 2024  |
|       | Scène de genre | Variations in Flesh Colour and Green - The Balcony                                           | 1864-1870 et 1870-1879 | huile sur panneau                     | 61 × 48 cm   | Freer Gallery of Art, Washington                           | Muséeconsulté le 4 juin 2024   |
|       | Paysage        | Battersea Reach from Lindsey Houses                                                          | 1864-1871              | huile sur toile                       | 51 × 76 cm   | Glasgow, Hunterian Art Gallery                             | Muséeconsulté le 12 juin 2024  |
|       | Paysage        | Sea and Rain (Mer et Pluie                                                                   | 1865                   | huile sur toile                       | 53 × 73 cm   | Ann Arbor, Université du Michigan                          | Muséeconsulté le 1er juin 2024 |
|       | Paysage        | Harmony in Blue and Silver: Trouville (Bleu et Argent)                                       | 1865                   | huile sur toile                       | 49 × 75 cm   | Musée Isabella-Stewart-Gardner, Boston                     | Muséeconsulté le 1er juin 2024 |
|       | Paysage        | Trouville (Grey and Green, the Silver Sea (Gris et Vert, La Mer argentée)                    | 1865                   | huile sur toile                       | 51 × 77 cm   | Art Institute of Chicago                                   | Muséeconsulté le 1er juin 2024 |
|       | Paysage        | Crépuscule en Opale, Trouville                                                               | 1865                   | huile sur toile                       | 35 × 46 cm   | Musée d'Art de Toledo                                      | Muséeconsulté le 4 juin 2024   |
|       | Paysage        | Blue and Silver (Bleu et argent) : Trouville                                                 | vers 1865              | huile sur toile                       | 59 × 73 cm   | Freer Gallery of Art, Washington                           | Muséeconsulté le 4 juin 2024   |
|       | Paysage        | The Artist in His Studio (L'Artiste dans son atelier)                                        | 1865-1866              | huile sur panneau                     | 62 × 46 cm   | Art Institute of Chicago                                   | Muséeconsulté le 1er juin 2024 |
|       | Scène de genre | Symphonie en blanc n° 3                                                                      | 1865-1867              | huile sur toile                       | 51 × 77 cm   | Birmingham, Barber Institute of Fine Arts                  | Muséeconsulté le 1er juin 2024 |
|       | Paysage        | Symphony in Grey and Green (Gris et Vert) : The Ocean                                        | 1866                   | huile sur toile                       | 81 × 102 cm  | New York, The Frick Collection                             | Muséeconsulté le 2 juin 2024   |
|       | Paysage        | Crepuscule in Flesh Colour and Green: Valparaíso                                             | 1866                   | huile sur toile                       | 59 × 76 cm   | Londres, Tate                                              | Muséeconsulté le 12 juin 2024  |
|       | Paysage        | The Morning after the Revolution: Valparaíso                                                 | 1866                   | huile sur toile                       | 76 × 64 cm   | Glasgow, Hunterian Art Gallery                             | Muséeconsulté le 12 juin 2024  |
|       | Scène de genre | Symphony in White and Red (Blanc et rouge)''                                                 | vers 1868              | huile sur carton marouflé sur panneau | 47 × 62 cm   | Freer Gallery of Art, Washington                           | Muséeconsulté le 7 juin 2024   |
|       | Scène de genre | Symphony in Blue and Pink                                                                    | vers 1868              | huile sur carton marouflé sur panneau | 47 × 62 cm   | Freer Gallery of Art, Washington                           | Muséeconsulté le 6 juin 2024   |
|       | Portrait       | Symphony in Green and Violet (Vert et Violet)                                                | vers 1868              | huile sur carton marouflé sur panneau | 62 × 46 cm   | Freer Gallery of Art, Washington                           | Muséeconsulté le 4 juin 2024   |
|       | Scène de genre | Variations in Blue and Green (Bleu et Vert)                                                  | vers 1868              | huile sur carton marouflé sur panneau | 47 × 62 cm   | Freer Gallery of Art, Washington                           | Muséeconsulté le 7 juin 2024   |
|       | Scène de genre | The White Symphony: Three Girls                                                              | vers 1868              | huile sur carton marouflé sur panneau | 46 × 62 cm   | Freer Gallery of Art, Washington                           | Muséeconsulté le 7 juin 2024   |
|       | Scène de genre | Three Figures: Pink and Grey                                                                 | 1868-1878              | huile sur toile                       | 139 × 185 cm | Londres, Tate                                              | Muséeconsulté le 12 juin 2024  |
|       | Mythologie     | Venus                                                                                        | 1868 et 1879-1903      | huile sur carton marouflé sur panneau | 62 × 46 cm   | Freer Gallery of Art, Washington                           | Muséeconsulté le 7 juin 2024   |
|       | Scène de genre | Harmony in Flesh Colour and Red (Chair et Rouge)                                             | vers 1869              | huile sur toile                       | 40 × 36 cm   | Musée des Beaux-Arts (Boston)                              | Muséeconsulté le 1er juin 2024 |

## Les années 1870 et la chambre des paons
| Image | Thème          | Titre                                                                                          | Date         | Technique                                         | Dimensions   | Lieu de Conservation                             | Référence                      |
| ----- | -------------- | ---------------------------------------------------------------------------------------------- | ------------ | ------------------------------------------------- | ------------ | ------------------------------------------------ | ------------------------------ |
|       | Paysage        | Portrait of a Woman                                                                            | vers 1870    | huile sur toile                                   | 41 × 28 cm   | Tokyo, musée national de l'Art occidental        | Muséeconsulté le 8 juin 2024   |
|       | Paysage        | Nocturne: Blue and Silver - Battersea Reach                                                    | 1870-1875    | huile sur toile                                   | 50 × 72 cm   | Freer Gallery of Art, Washington                 | Muséeconsulté le 7 juin 2024   |
|       | Paysage        | Cremorne Gardens, No. 2                                                                        | années 1870  | huile sur toile                                   | 69 × 135 cm  | New York, Metropolitan Museum of Art             | Muséeconsulté le 3 juin 2024   |
|       | Paysage        | Nocturne: Cremorne Gardens, No. 3                                                              | 1872-1877    | huile sur toile                                   | 45 × 63 cm   | Freer Gallery of Art, Washington                 | Muséeconsulté le 7 juin 2024   |
|       | Portrait       | Arrangement in Black: Portrait of F. R. Leyland                                                | 1870-1873    | huile sur toile                                   | 218 × 119 cm | Freer Gallery of Art, Washington                 | Muséeconsulté le 7 juin 2024   |
|       | Scène de genre | Three girls (Trois Filles)                                                                     | 1870-1875    | aquarelle                                         | 9 × 13 cm    | Musée Isabella Stewart Gardner, Boston           | Muséeconsulté le 1er juin 2024 |
|       | Portrait       | Arrangement en gris et noir n° 1- La mère de l'artiste                                         | 1871         | huile sur toile                                   | 144 × 163 cm | Paris, Musée d'Orsay                             | Muséeconsulté le 8 juin 2024   |
|       | Paysage        | Variations en violet et vert                                                                   | 1871         | huile sur toile                                   | 61 × 36 cm   | Paris, Musée d'Orsay                             | Muséeconsulté le 8 juin 2024   |
|       | Paysage        | Nocturne: Blue and Silver - Chelsea                                                            | 1871         | huile sur bois                                    | 50 × 61 cm   | Londres, Tate                                    | Muséeconsulté le 12 juin 2024  |
|       | Paysage        | Nocturne in Blue and Silver (Bleu et argent)                                                   | 1871-1872    | huile sur panneau                                 | 44 × 61 cm   | Cambridge (Massachusetts), Fogg Art Museum       | Muséeconsulté le 1er juin 2024 |
|       | Paysage        | Variations in Pink and Grey: Chelsea                                                           | 1871-1872    | huile sur toile                                   | 82 × 63 cm   | Freer Gallery of Art, Washington                 | Muséeconsulté le 7 juin 2024   |
|       | Paysage        | Nocturne: Grey and Gold, Westminster Bridge                                                    | 1871-1872    | huile sur toile                                   | 71 × 86 cm   | Glasgow, Collection Burrell                      | ArtUKconsulté le 12 juin 2024  |
|       | Portrait       | Portrait of Dr. William McNeill Whistler                                                       | 1871-1873    | huile sur toile                                   | 44 × 35 cm   | Art Institute of Chicago                         | Muséeconsulté le 1er juin 2024 |
|       | Paysage        | Grey and Silver: The Thames (La Tamise)                                                        | 1871-1873    | huile sur toile                                   | 61 × 46 cm   | Glasgow, Hunterian Art Gallery                   | Muséeconsulté le 12 juin 2024  |
|       | Portrait       | Symphonie en couleur chair et rose : Portrait de Mrs Frances Leyland                           | 1871-1874    | huile sur toile                                   | 196 × 102 cm | New York, The Frick Collection                   | Muséeconsulté le 3 juin 2024   |
|       | Paysage        | Nocturne: Blue and Gold-Southampton Water (Eau bleue et dorée de Southampton)                  | 1872         | huile sur toile                                   | 51 × 77 cm   | Art Institute of Chicago                         | Muséeconsulté le 15 juin 2024  |
|       | Paysage        | Nocturne: Blue and Silver - Cremorne Lights                                                    | 1872         | huile sur toile                                   | 50 × 74 cm   | Londres, Tate                                    | Muséeconsulté le 12 juin 2024  |
|       | Paysage        | Thames Nocturne (Tamise de nuit)                                                               | vers 1872    | huile sur toile                                   | 46 × 77 cm   | Musée d'Art d'Indianapolis                       | Muséeconsulté le 2 juin 2024   |
|       | Scène de genre | Japanese Woman Painting a Fan (Japonaise peignant un éventail)                                 | vers 1872    | pastel                                            | 28 × 18 cm   | Cleveland Museum of Art                          | Muséeconsulté le 1er juin 2024 |
|       | Portrait       | Arrangement in Gray: Portrait of the Painter (Autoportrait)                                    | vers 1872    | huile sur toile                                   | 75 × 53 cm   | Detroit Institute of Arts                        | Muséeconsulté le 2 juin 2024   |
|       | Portrait       | Miss Maud Franklin                                                                             | 1872-1873    | huile sur toile                                   | 63 × 41 cm   | Cambridge (Massachusetts), Fogg Art Museum       | Muséeconsulté le 1er juin 2024 |
|       | Portrait       | Étude pour Arrangement in Grey and Black (Gris et noir), No. 2: Portrait of Thomas Carlyle     | 1872-1873    | huile sur toile                                   | 29 × 21 cm   | Art Institute of Chicago                         | Muséeconsulté le 1er juin 2024 |
|       | Portrait       | Arrangement en gris et noir n° 2                                                               | 1872-1873    | huile sur toile                                   | 171 × 144 cm | Glasgow, Kelvingrove Museum                      | Muséeconsulté le 12 juin 2024  |
|       | Portrait       | Harmony in Grey and Peach Colour (Gris et Pêche)                                               | 1872-1874    | huile sur toile                                   | 193 × 101 cm | Cambridge (Massachusetts), Fogg Art Museum       | Muséeconsulté le 1er juin 2024 |
|       | Portrait       | Harmony in Grey and Green: Miss Cicely Alexander                                               | 1872-1874    | huile sur toile                                   | 190 × 98 cm  | Londres, Tate                                    | Muséeconsulté le 12 juin 2024  |
|       | Paysage        | Nocturne en bleu et or - le Vieux Pont de Battersea                                            | 1872-1875    | huile sur toile                                   | 68 × 51 cm   | Londres, Tate                                    | Muséeconsulté le 12 juin 2024  |
|       | Paysage        | Nocturne, Blue and Silver: Battersea Reach (Bleu et Argent)                                    | 1872-1878    | huile sur toile                                   | 39 × 63 cm   | Musée Isabella Stewart Gardner, Boston           | Muséeconsulté le 1er juin 2024 |
|       | Paysage        | Nocturne in Blue and Silver (Bleu et Argent)                                                   | 1872-1878    | huile sur toile                                   | 44 × 61 cm   | New Haven, Yale Center for British Art           | Muséeconsulté le 2 juin 2024   |
|       | Portrait       | Miss Agnes Mary Alexander                                                                      | vers 1873    | huile sur toile                                   | 192 × 101 cm | Londres, Tate                                    | Muséeconsulté le 12 juin 2024  |
|       | Scène de genre | Harmony in Blue: The Duet (Le Duo)                                                             | vers 1874    | huile sur toile                                   | 27 × 47 cm   | Rhode Island School of Design Museum, Providence | Muséeconsulté le 3 juin 2024   |
|       | Paysage        | Nocturne in Black and Gold, the Falling Rocket (Nocturne en noir et or : la fusée qui retombe) | 1875         | huile sur toile                                   | 60 × 47 cm   | Detroit Institute of Arts                        | Muséeconsulté le 2 juin 2024   |
|       | Paysage        | Nocturne: Black and Gold - The Fire Wheel (Roue de feu)                                        | 1875         | huile sur toile                                   | 54 × 76 cm   | Londres, Tate                                    | Muséeconsulté le 12 juin 2024  |
|       | Paysage        | Nocturne in Black and Gold: Entrance to Southampton Water                                      | 1875-1876    | huile sur toile                                   | 48 × 62 cm   | Freer Gallery of Art, Washington                 | Muséeconsulté le 7 juin 2024   |
|       | Paysage        | Nocturne                                                                                       | 1875-1880    | huile sur toile                                   | 31 × 52 cm   | Philadelphia Museum of Art                       | Muséeconsulté le 3 juin 2024   |
|       | Paysage        | Nocturne in Grey and Gold: Chelsea Snow (Gris et Or : Neige)                                   | 1876         | huile sur toile                                   | 47 × 62 cm   | Cambridge (Massachusetts), Fogg Art Museum       | Muséeconsulté le 1er juin 2024 |
|       | Portrait       | Arrangement in Black, No. 3: Sir Henry Irving as Philip II of Spain                            | 1876 et 1885 | huile sur toile                                   | 215 × 109 cm | New York, Metropolitan Museum of Art             | Muséeconsulté le 3 juin 2024   |
|       | Portrait       | Harmony in Yellow and Gold: The Gold Girl—Connie Gilchrist                                     | 1876-1877    | huile sur toile                                   | 218 × 109 cm | New York, Metropolitan Museum of Art             | Muséeconsulté le 3 juin 2024   |
|       | Intérieur      | Harmony in Blue and Gold: The Peacock Room (La Chambre du paon)                                | 1876-1877    | huile et feuille d'or sur toile, cuir et mosaïque | 422 × 613 cm | Freer Gallery of Art, Washington                 | Muséeconsulté le 7 juin 2024   |
|       | Portrait       | Arrangement in Brown and Black: Portrait of Miss Rosa Corder                                   | 1876-1878    | huile sur toile                                   | 192 × 92 cm  | The Frick Collection, New York                   | Muséeconsulté le 2 juin 2024   |
|       | Portrait       | Arrangement in Yellow and Gray’: Effie Deans                                                   | 1876-1878    | huile sur toile                                   | 194 × 93 cm  | Rijksmuseum Amsterdam                            | Muséeconsulté le 12 juin 2024  |
|       | Portrait       | Harmony in Flesh Colour and Black: Mrs Louise Jopling                                          | 1877         | huile sur toile                                   | 192 × 90 cm  | Glasgow, Hunterian Art Gallery                   | Muséeconsulté le 12 juin 2024  |
|       | Paysage        | Nocturne in Green and Gold (Gris et Or)                                                        | vers 1877    | huile sur toile                                   | 64 × 77 cm   | New York, Metropolitan Museum of Art             | Muséeconsulté le 3 juin 2024   |
|       | Paysage        | The Cemetery: Venice (Le Cimetière : Venise)                                                   | 1879         | pastel                                            | 20 × 30 cm   | The Frick Collection, New York                   | Muséeconsulté le 3 juin 2024   |
|       | Paysage        | Nocturne: Grey and Silver - Chelsea Embankment, Winter (Quai, L'Hiver)                         | vers 1879    | huile sur toile                                   | 63 × 47 cm   | Freer Gallery of Art, Washington                 | Muséeconsulté le 7 juin 2024   |
|       | Paysage        | Fishing Boats (Bateaux de pêche)                                                               | 1879-1880    | pastel                                            | 29 × 20 cm   | Cincinnati Art Museum                            | Muséeconsulté le 2 juin 2024   |
|       | Paysage        | Nocturne in Blue and Silver: The Lagoon, Venice (Bleu et argent : La Lagune de Venise          | 1879-1880    | huile sur toile                                   | 50 × 65 cm   | Musée des Beaux-Arts (Boston)                    | Muséeconsulté le 1er juin 2024 |
|       | Paysage        | Nocturne: blue and gold, St Mark's, Venice                                                     | 1879-1880    | huile sur toile                                   | 44 × 60 cm   | Cardiff, National Museum Wales                   | Muséeconsulté le 12 juin 2024  |

## Les années 1880, gravure et aquarelles
| Image | Thème          | Titre                                                                                   | Date      | Technique                                | Dimensions   | Lieu de Conservation                           | Référence                      |
| ----- | -------------- | --------------------------------------------------------------------------------------- | --------- | ---------------------------------------- | ------------ | ---------------------------------------------- | ------------------------------ |
|       | Paysage        | Note in Pink and Brown (Rose et brun)                                                   | 1880      | pastel                                   | 30 × 18 cm   | New York, Metropolitan Museum of Art           | Muséeconsulté le 3 juin 2024   |
|       | Paysage        | Nocturne: Venice                                                                        | 1880      | pastel                                   | 20 × 30 cm   | New York, The Frick Collection                 | Muséeconsulté le 3 juin 2024   |
|       | Paysage        | Venetian Canal                                                                          | 1880      | pastel                                   | 30 × 20 cm   | New York, The Frick Collection                 | Muséeconsulté le 3 juin 2024   |
|       | Paysage        | The Storm-Sunset (La Tempête, soleil couchant)                                          | 1880      | pastel                                   | 19 × 29 cm   | Cambridge (Massachusetts), Fogg Art Museum     | Muséeconsulté le 1er juin 2024 |
|       | Paysage        | Corte del Paradiso (Cour du Paradis)                                                    | 1880      | pastel                                   | 30 × 15 cm   | Art Institute of Chicago                       | Muséeconsulté le 1er juin 2024 |
|       | Paysage        | Sunset; Red and Gold--The Gondolier (Coucher de soleil rouge et or - Le Gondolier       | 1880      | pastel                                   | 19 × 28 cm   | Cambridge (Massachusetts), Fogg Art Museum     | Muséeconsulté le 1er juin 2024 |
|       | Paysage        | La Salute - Coucher de soleil                                                           | 1880      | pastel                                   |              | Université de Glasgow                          | Petit journal                  |
|       | Paysage        | Rouge et Or : Église della La Salute - Soleil couchant                                  | 1880      |                                          | 20 × 30 cm   | Université de Glasgow                          | Chefs d'oeuvre de l'art        |
|       | Paysage        | Canal, San Canciano, Venice                                                             | vers 1880 | pastel                                   | 29 × 16 cm   | Greenburg, Westmoreland Museum of American Art | Muséeconsulté le 2 juin 2024   |
|       | Paysage        | Chelsea Shops                                                                           | 1880-1885 | huile sur panneau                        | 13 × 23 cm   | Freer Gallery of Art, Washington               | Muséeconsulté le 7 juin 2024   |
|       | Portrait       | Arrangement in Black (en Noir): Girl Reading (Jeune Fille lisant)                       | 1880-1890 | huile sur bois                           | 23 × 30 cm   | New York, Metropolitan Museum of Art           | Muséeconsulté le 3 juin 2024   |
|       | Portrait       | Marine, arrangement en gris et noir (Bord de mer : Gris et Noir)                        | 1880-1890 | huile sur bois                           | 14 × 24 cm   | Saint-Pétersbourg, Musée de l'Ermitage         | Muséeconsulté le 12 juin 2024  |
|       | Scène de genre | La Marchande d’oranges                                                                  | 1880-1890 | huile sur bois                           | 14 × 24 cm   | Saint-Pétersbourg, Musée de l'Ermitage         | Muséeconsulté le 12 juin 2024  |
|       | Paysage        | London Bridge                                                                           | 1881      | aquarelle                                | 17 × 28 cm   | Freer Gallery of Art, Washington               | Muséeconsulté le 7 juin 2024   |
|       | Portrait       | Harmony in Pink and Grey (Rose et Gris): Portrait of Lady Meux                          | 1881-1882 | huile sur toile                          | 194 × 93 cm  | New York, The Frick Collection                 | Muséeconsulté le 1er juin 2024 |
|       | Portrait       | Arrangement in Flesh Colour and Black (Chair et Noir): Portrait of Théodore Duret       | 1883      | huile sur toile                          | 193 × 91 cm  | New York, Metropolitan Museum of Art           | Muséeconsulté le 3 juin 2024   |
|       | Portrait       | Lady in Gray (en Gris)                                                                  | 1883      | aquarelle                                | 29 × 13 cm   | New York, Metropolitan Museum of Art           | Muséeconsulté le 3 juin 2024   |
|       | Portrait       | Arrangement in Black (The Lady in the Yellow Buskin) (Cothurne jaune)                   | vers 1883 | huile sur toile                          | 218 × 110 cm | Philadelphia Museum of Art                     | Muséeconsulté le 3 juin 2024   |
|       | Paysage        | The Angry Sea (Mer en colère)                                                           | 1883-1884 | huile sur panneau                        | 12 × 22 cm   | Freer Gallery of Art, Washington               | Muséeconsulté le 7 juin 2024   |
|       | Paysage        | Note in Blue and Opal - The Sun Cloud (Soleil Nuages)                                   | 1883-1884 | huile sur panneau                        | 12 × 22 cm   | Freer Gallery of Art, Washington               | Muséeconsulté le 7 juin 2024   |
|       | Portrait       | Arrangement in Black (Portrait of Señor Pablo de Sarasate)                              | 1884      | huile sur toile                          | 229 × 122 cm | Carnegie Museum of Art, Pittsburgh             | Muséeconsulté le 16 juin 2024  |
|       | Paysage        | A Grey Note: Village Street                                                             | 1884      | huile sur panneau                        | 12 × 21 cm   | Glasgow, Hunterian Art Gallery                 | Muséeconsulté le 12 juin 2024  |
|       | Paysage        | Gold and Brown (Or et Brun) : Dordrecht                                                 | vers 1884 | aquarelle                                | 12 × 24 cm   | New York, Metropolitan Museum of Art           | Muséeconsulté le 2 juin 2024   |
|       | Paysage        | Coast Scene, Bathers (Scène côtière, Baigneurs)                                         | 1884-1885 | huile sur toile                          | 13 × 22 cm   | Art Institute of Chicago                       | Muséeconsulté le 12 juin 2024  |
|       | Portrait       | Harmony in Red: Lamplight (Lampe)                                                       | 1884-1886 | huile sur toile                          | 190 × 89 cm  | Glasgow, Hunterian Art Gallery                 | Muséeconsulté le 1er juin 2024 |
|       | Paysage        | A Shop (Une boutique)                                                                   | 1884-1890 | huile sur panneau                        | 14 × 23 cm   | Glasgow, Hunterian Art Gallery                 | Muséeconsulté le 12 juin 2024  |
|       | Paysage        | Variations in Violet and Grey (Violet et Gris) - Market Place (Place du Marché), Dieppe | 1885      | gouache et aquarelle marouflé sur carton | 20 × 13 cm   | New York, Metropolitan Museum of Art           | Muséeconsulté le 2 juin 2024   |
|       | Portrait       | Arrangement in Grey: Portrait of Master Stephen Manuel                                  | 1885      | huile sur toile                          | 51 × 38 cm   | Freer Gallery of Art, Washington               | Muséeconsulté le 7 juin 2024   |
|       | Portrait       | Harmony in Blue and Violet: Miss Finch                                                  | vers 1885 | huile sur toile                          | 191 × 89 cm  | Glasgow, Hunterian Art Gallery                 | Muséeconsulté le 12 juin 2024  |
|       | Paysage        | The Sea Shore, Dieppe                                                                   | 1885-1888 | huile sur panneau                        | 9 × 14 cm    | Glasgow, Hunterian Art Gallery                 | Muséeconsulté le 12 juin 2024  |
|       | Portrait       | Portrait of George A. Lucas                                                             | 1886      | huile sur panneau                        | 22 × 12 cm   | Walters Art Museum, Baltimore                  | Muséeconsulté le 1er juin 2024 |
|       | Portrait       | Mother of Pearl and Silver: The Andalusian (Nacre et Argent)                            | 1888-1900 | huile sur toile                          | 191 × 90 cm  | Washington, National Gallery of Art            | Muséeconsulté le 8 juin 2024   |
|       | Paysage        | The Canal, Amsterdam                                                                    | 1889      | huile sur panneau                        | 14 × 23 cm   | Glasgow, Hunterian Art Gallery                 | Muséeconsulté le 12 juin 2024  |

## Les Années 1890, la reconnaissance
| Image | Thème          | Titre                                                                                        | Date                                                  | Technique                            | Dimensions  | Lieu de Conservation                                | Référence                      |
| ----- | -------------- | -------------------------------------------------------------------------------------------- | ----------------------------------------------------- | ------------------------------------ | ----------- | --------------------------------------------------- | ------------------------------ |
|       | Portrait       | The Rose Scarf (L'Écharpe rose)                                                              | vers 1890                                             | huile sur panneau                    | 26 × 18 cm  | Glasgow, Hunterian Art Gallery                      | Art UKconsulté le 19 juin 2024 |
|       | Portrait       | Rose et argent: La Jolie Mutine                                                              | 1889-1891                                             | huile sur toile                      | 190 × 89 cm | Glasgow, Hunterian Art Gallery                      | Muséeconsulté le 12 juin 2024  |
|       | Portrait       | Head of a Young Woman                                                                        | vers 1890                                             | huile sur toile marouflé sur panneau | 46 × 38 cm  | Washington, Smithsonian American Art Museum         | Muséeconsulté le 8 juin 2024   |
|       | Scène de genre | The Purple Cap (La Casquette violette)                                                       | années 1890                                           | pastel                               | 28 × 18 cm  | Freer Gallery of Art, Washington                    | Muséeconsulté le 7 juin 2024   |
|       | Portrait       | Portrait Study of a Man                                                                      | années 1890                                           | huile sur panneau                    | 17 × 10 cm  | Cambridge, The Fitzwilliam Museum                   | Muséeconsulté le 12 juin 2024  |
|       | Scène de genre | Rose and Red: The Little Pink Cap (La Petite Casquette rose)                                 | vers 1890                                             | pastel                               | 28 × 18 cm  | Freer Gallery of Art, Washington                    | Muséeconsulté le 7 juin 2024   |
|       | Portrait       | Harmony in Brown: The Felt Hat (Le Chapeau de feutre)                                        | Harmony in Brown: The Felt Hat (Le Chapeau de feutre) | huile sur toile                      | 191 × 90 cm | Glasgow, Hunterian Art Gallery                      | Muséeconsulté le 12 juin 2024  |
|       | Portrait       | Arrangement in Black and Gold: Comte Robert de Montesquiou-Fezensac                          | 1891-1892                                             | huile sur toile                      | 209 × 92 cm | New York, The Frick Collection                      | Muséeconsulté le 3 juin 2024   |
|       | Portrait       | Red and Black: The Fan (L'Éventail)                                                          | 1891-1896                                             | huile sur toile                      | 187 × 90 cm | Glasgow, Hunterian Art Gallery                      | Muséeconsulté le 12 juin 2024  |
|       | Paysage        | Violet and Silver - The Deep Sea (Violet et Argent - Les Profondeurs)                        | 1893                                                  | huile sur toile                      | 50 × 73 cm  | Art Institute of Chicago                            | Muséeconsulté le 1er juin 2024 |
|       | Paysage        | Violet and Blue: Among the Rollers (Parmi les rouleaux)                                      | vers 1893                                             | huile sur panneau                    | 18 × 25 cm  | Detroit Institute of Arts                           | Muséeconsulté le 2 juin 2024   |
|       | Portrait       | Green and Blue: The Dancer (Vert et bleu : La Danseuse)                                      | vers 1893                                             | aquarelle                            | 27 × 18 cm  | Art Institute of Chicago                            | Muséeconsulté le 1er juin 2024 |
|       | Paysage        | The Bathing Posts, Brittany (Les Postes de baignage)                                         | 1893                                                  | huile sur panneau                    | 17 × 24 cm  | Glasgow, Hunterian Art Gallery                      | Muséeconsulté le 12 juin 2024  |
|       | Portrait       | An Arrangement in Grey and Green : John James Cowan (1846–1936)                              | 1893                                                  | huile sur toile                      | 95 × 51 cm  | Édimbourg, The Scottish National Gallery            | Muséeconsulté le 12 juin 2024  |
|       | Portrait       | Green and Violet: Mrs. Walter Sickert (Vert et Violet)                                       | 1893-1894                                             | huile sur toile                      | 86 × 62 cm  | Cambridge (Massachusetts), Fogg Art Museum          | Muséeconsulté le 1er juin 2024 |
|       | Portrait       | Edward Guthrie Kennedy                                                                       | 1893-1895                                             | huile sur toile                      | 29 × 18 cm  | New York, Metropolitan Museum of Art                | Muséeconsulté le 3 juin 2024   |
|       | Scène de genre | Blue and Gold - The Rose Azalea (L'Azalée rose)                                              | 1893-1895                                             | aquarelle                            | 28 × 18 cm  | Freer Gallery of Art, Washington                    | Muséeconsulté le 7 juin 2024   |
|       | Portrait       | Arrangement in Flesh Color and Brown (Chair et brun) : Portrait of Arthur Jerome Eddy        | 1894                                                  | huile sur toile                      | 211 × 93 cm | Art Institute of Chicago                            | Muséeconsulté le 1er juin 2024 |
|       | Portrait       | The Violin Player (La Violoniste)                                                            | vers 1894                                             | huile sur toile                      | 79 × 53 cm  | Cleveland Museum of Art                             | Muséeconsulté le 2 juin 2024   |
|       | Portrait       | Robert Barr                                                                                  | 1894-1895                                             | huile sur toile                      | 39 × 32 cm  | Detroit Institute of Arts                           | Muséeconsulté le 2 juin 2024   |
|       | Portrait       | Rose et or: La Tulipe                                                                        | 1894-1896                                             | huile sur toile                      | 190 × 89 cm | Glasgow, Hunterian Art Gallery                      | Muséeconsulté le 12 juin 2024  |
|       | Portrait       | Harmony in Black: Miss Ethel Philip                                                          | 1894-1896                                             | huile sur toile                      | 187 × 90 cm | Glasgow, Hunterian Art Gallery                      | Muséeconsulté le 12 juin 2024  |
|       | Portrait       | The Master Smith of Lyme Regis                                                               | 1895                                                  | huile sur toile                      | 51 × 31 cm  | Musée des Beaux-Arts (Boston)                       | Muséeconsulté le 1er juin 2024 |
|       | Portrait       | Little Rose of Lyme Regis                                                                    | 1895                                                  | huile sur toile                      | 51 × 31 cm  | Musée des Beaux-Arts (Boston)                       | Muséeconsulté le 1er juin 2024 |
|       | Scène de genre | The Little Forge, Lyme Regis                                                                 | 1895                                                  | huile sur panneau                    | 14 × 23 cm  | Glasgow, Hunterian Art Gallery                      | Muséeconsulté le 12 juin 2024  |
|       | Portrait       | Alice Butt                                                                                   | vers 1895                                             | huile sur toile                      | 52 × 38 cm  | Washington, National Gallery of Art                 | Muséeconsulté le 8 juin 2024   |
|       | Portrait       | Brown and Gold                                                                               | 1895-1900                                             | huile sur toile                      | 96 × 51 cm  | Glasgow, Hunterian Art Gallery                      | Muséeconsulté le 12 juin 2024  |
|       | Portrait       | Lillie: An Oval                                                                              | 1895-1900                                             | huile sur toile                      | 60 × 49 cm  | Glasgow, Hunterian Art Gallery                      | Muséeconsulté le 12 juin 2024  |
|       | Portrait       | Alexander Arnold Hannay                                                                      | vers 1896                                             | huile sur toile                      | 22 × 13 cm  | Washington, National Gallery of Art                 | Muséeconsulté le 8 juin 2024   |
|       | Portrait       | Study of a Girl’s Head and Shoulders (Tête et Épaules)                                       | 1896-1897                                             | huile sur toile                      | 15 × 9 cm   | Art Institute of Chicago                            | Muséeconsulté le 1er juin 2024 |
|       | Portrait       | Gold and Brown: Self-Portrait                                                                | 1896-1898                                             | huile sur toile                      | 15 × 9 cm   | Washington, National Gallery of Art                 | Muséeconsulté le 18 juin 2024  |
|       | Portrait       | Violet and Blue: The Red Feather (Violet et Bleu : la Plume rouge)                           | 1896-1900                                             | huile sur toile                      | 51 × 31 cm  | Cambridge (Massachusetts), Fogg Art Museum          | Muséeconsulté le 1er juin 2024 |
|       | Portrait       | The Jade Necklace (Le Collier de jade)                                                       | 1896-1900                                             | huile sur toile                      | 51 × 32 cm  | Glasgow, Hunterian Art Gallery                      | Muséeconsulté le 12 juin 2024  |
|       | Portrait       | Girl in Black (Pouting Tom) (Tom boudeur)                                                    | 1896-1901                                             | huile sur toile                      | 51 × 31 cm  | Washington, Hirshhorn Museum and Sculpture Garden   | Muséeconsulté le 1er juin 2024 |
|       | Portrait       | The Little Red Glove (Le Petit Gant rouge)                                                   | 1896-1902                                             | huile sur toile                      | 51 × 31 cm  | Freer Gallery of Art, Washington                    | Muséeconsulté le 7 juin 2024   |
|       | Portrait       | La Toison rouge                                                                              | 1896-1902                                             | huile sur toile                      | 51 × 31 cm  | Glasgow, Hunterian Art Gallery                      | Muséeconsulté le 12 juin 2024  |
|       | Paysage        | Harmony in Blue and Silver: Beaching the Boat, Étretat (Bleu et Argent : Échouage du bateau) | vers 1897                                             | huile sur panneau                    | 14 × 23 cm  | Cambridge (Massachusetts), Fogg Art Museum          | Muséeconsulté le 1er juin 2024 |
|       | Portrait       | Miss Rosalind Birnie Philip Standing                                                         | 1897-1898                                             | huile sur panneau                    | 23 × 14 cm  | Glasgow, Hunterian Art Gallery                      | Muséeconsulté le 12juin 2024   |
|       | Portrait       | George W. Vanderbilt                                                                         | 1897-1903                                             | huile sur panneau                    | 209 × 91 cm | Washington, National Gallery of Art                 | Muséeconsulté le 8 juin 2024   |
|       | Portrait       | Rose and Gold (Rose et Or): The Little Lady Sophie of Soho                                   | 1898-1899                                             | huile sur toile                      | 64 × 53 cm  | Freer Gallery of Art, Washington                    | Muséeconsulté le 7 juin 2024   |
|       | Portrait       | Violet et Rose : Carmen qui rit                                                              | 1898-1899                                             | huile sur toile                      | 56 × 43 cm  | Glasgow, Hunterian Art Gallery                      | Muséeconsulté le 12 juin 2024  |
|       | Portrait       | Harmony in Rose and Green: Carmen                                                            | 1898-1899                                             | huile sur toile                      | 58 × 44 cm  | Glasgow, Hunterian Art Gallery                      | Muséeconsulté le 12 juin 2024  |
|       | Paysage        | Blue and Silver - Boat Entering Pourville                                                    | 1899                                                  | huile sur panneau                    | 14 × 23 cm  | Freer Gallery of Art, Washington                    | Muséeconsulté le 8 juin 2024   |
|       | Paysage        | Green and Silver: The Great Sea (La Grande Mer)                                              | 1899                                                  | huile sur panneau                    | 17 × 25 cm  | Glasgow, Hunterian Art Gallery                      | Muséeconsulté le 12 juin 2024  |
|       | Paysage        | A Shop with a Balcony (Boutique avec un balcon)                                              | 1899                                                  | huile sur panneau                    | 22 × 14 cm  | Glasgow, Hunterian Art Gallery                      | Muséeconsulté le 12 juin 2024  |
|       | Paysage        | The Shore (Le Rivage), Pourville                                                             | 1899                                                  | huile sur panneau                    | 13 × 23 cm  | Oxford, The Ashmolean Museum of Art and Archaeology | Muséeconsulté le 12 juin 2024  |
|       | Portrait       | Grenat et Or : Le Petit Cardinal                                                             | 1900-1901                                             | huile sur toile                      | 51 × 32 cm  | Glasgow, Hunterian Art Gallery                      | Muséeconsulté le 12 juin 2024  |
|       | Paysage        | A Distant Dome                                                                               | 1901                                                  | huile sur panneau                    | 13 × 22 cm  | Glasgow, Hunterian Art Gallery                      | Muséeconsulté le 12 juin 2024  |
|       | Portrait       | Portrait of Charles Lang Freer                                                               | 1902-1903                                             | huile sur panneau                    | 86 × 65 cm  | Freer Gallery of Art, Washington                    | Muséeconsulté le 8 juin 2024   |
|       | Portrait       | Dorothy Seton (A Daughter of Eve)                                                            | 1903                                                  | huile sur toile                      | 52 × 32 cm  | Glasgow, Hunterian Art Gallery                      | Muséeconsulté le 12 juin 2024  |

## Dates non documentées
| Image | Thème   | Titre                               | Date       | Technique      | Dimensions | Lieu de Conservation                   | Référence                     |
| ----- | ------- | ----------------------------------- | ---------- | -------------- | ---------- | -------------------------------------- | ----------------------------- |
|       | Paysage | The Pink Cap (La Casquette rose)    | (non daté) | aquarelle      | 51 × 42 cm | Musée d'Art de Denver                  | Muséeconsulté le 2 juin 2024  |
|       | Paysage | Marine, arrangement en bleu et noir |            | huile sur bois | 14 × 23 cm | Moscou, musée des Beaux-Arts Pouchkine | Muséeconsulté le 12 juin 2024 |

Œuvres non documentés ([réf. souhaitée])
- Rhode Island School of Design Museum, Providence : The General Dealer (vers 1886-1887), huile sur toile (13 × 22,5 cm)[3]
- Vulaines-sur-Seine, Musée départemental Stéphane Mallarmé : Rose et Gris. Portrait de Geneviève Mallarmé (20 octobre 1897), huile sur bois (20,6 × 12,2 cm)[réf. souhaitée].
- Mead Art Museum, Amherst, The Giudecca; note in Flesh Colour, 1879-1880, pastel, 16 × 25 cm.